# Swarbrick 2
| Recensione | Giudizio |
| ---------- | -------- |
| AllMusic   | [ 1 ]    |

Swarbrick 2 è un album discografico del violinista folk inglese Dave Swarbrick, pubblicato dalla casa discografica Transatlantic Records nel 1977.

## Tracce
Lato A
1. The Athole Highlanders – 2:23 (Tradizionale; arrangiamento di Dave Swarbrick e Martin Carthy)
2. Shannon Bells / Fairy Dance / Miss McLeod's Reel – 4:12 (Tradizionale; arrangiamento Dave Swarbrick)
3. The King of the Fairies – 4:11 (Tradizionale; arrangiamento Dave Swarbrick)
4. Chief O'Neill's Favourite / Newcastle Hornpipe – 2:52 (Tradizionale; arrangiamento di Dave Swarbrick e Martin Carthy)
5. Sheebeg and Sheemore – 1:42 (Carolan; arrangiamento di Dave Swarbrick e Simon Nicol)
6. The Rocky Road to Dublin / Sir Phillip McHugh – 2:34 (Tradizionale; arrangiamento Dave Swarbrick)
7. Planxty Morgan Mawgan – 2:12 (O'Carolan; arrangiamento di Dave Swarbrick e Simon Nicol)
8. The Swallows Tail / Rakes of Kildare / Blackthorn Stick – 3:18 (Tradizionale; arrangiamento Dave Swarbrick)

Lato B
1. Sheagh of Rye / The Friar's Breeches – 5:16 (Tradizionale; arrangiamento di Dave Swarbrick e Martin Carthy)
2. Derwentwater's Farewell / The Noble Squire Dacre – 3:18 (Tradizionale; arrangiamento Dave Swarbrick)
3. Teribus / Farewell to Aberdeen – 2:26 (Tradizionale; arrangiamento Dave Swarbrick)
4. Bonaparte's Retreat – 1:04 (Tradizionale; arrangiamento Dave Swarbrick)
5. Shepherd's Hey – 1:18 (Tradizionale; arrangiamento Dave Swarbrick)
6. Lord Inchiquin – 2:26 (Carolan; arrangiamento di Dave Swarbrick e Simon Nicol)
7. The Coulin – 5:54 (Tradizionale; arrangiamento Dave Swarbrick)

## Musicisti
The Athole Highlanders
- Dave Swarbrick - fiddle, arrangiamenti
- Martin Carthy - chitarra, arrangiamenti
- Bruce Rowland - snare drum, tenor drum

Shannon Bells / Fairy Dance / Miss McLeod's Reel
- Dave Swarbrick - fiddle, arrangiamenti
- Kate Graham - fiddle
- Beryl Marriott - pianoforte
- Roger Marriott - melodeon
- Alan Robertson - accordion
- Dave Pegg - basso
- Bruce Rowland - snare drum

The King of the Fairies
- Dave Swarbrick - fiddle, arrangiamenti

Chief O'Neill's Favourite / Newcastle Hornpipe
- Dave Swarbrick - fiddle, arrangiamenti
- Martin Carthy - chitarra, arrangiamenti

Sheebeg and Sheemore
- Dave Swarbrick - fiddle, arrangiamenti
- Simon Nicol - chitarra, arrangiamenti

The Rocky Road to Dublin / Sir Phillip McHugh
- Dave Swarbrick - fiddle, arrangiamenti

Planxty Morgan Mawgan
- Dave Swarbrick - fiddle, arrangiamenti
- Simon Nicol - chitarra, basso, arrangiamenti

The Swallows Tail / Rakes of Kildare / Blackthorn Stick
- Dave Swarbrick - fiddle, arrangiamenti
- Kate Graham - fiddle
- Beryl Marriott - pianoforte
- Roger Marriott - melodeon
- Alan Robertson - accordion
- Dave Pegg - basso
- Bruce Rowland - snare drum

Sheagh of Rye / The Friar's Breeches
- Dave Swarbrick - fiddle, arrangiamenti
- Martin Carthy - chitarra, arrangiamenti

Derwentwater's Farewell / The Noble Squire Dacre
- Dave Swarbrick - fiddle, arrangiamenti

Teribus / Farewell to Aberdeen
- Dave Swarbrick - fiddle, arrangiamenti
- Kate Graham - fiddle
- Beryl Marriott - pianoforte
- Roger Marriott - melodeon
- Alan Robertson - accordion
- Dave Pegg - basso
- Bruce Rowland - snare drum

Bonaparte's Retreat
- Dave Swarbrick - fiddle, arrangiamenti

Shepherd's Hey
- Dave Swarbrick - fiddle, arrangiamenti
- Kate Graham - fiddle
- Beryl Marriott - pianoforte
- Roger Marriott - melodeon
- Alan Robertson - accordion
- Dave Pegg - basso

Lord Inchiquin
- Dave Swarbrick - fiddle, arrangiamenti
- Simon Nicol - chitarra, arrangiamenti
- Dave Pegg - basso

The Coulin
- Dave Swarbrick - fiddle, arrangiamenti
- Savourna Stevenson - clarsach

Note aggiuntive
- Bruce Rowland - produttore
- Registrazioni effettuate al Island Studios, British Grove ed al Hammersmith, Londra, Inghilterra
- Simon Nicol - ingegnere delle registrazioni
- David Jordan e Godwin Logie - tape ops
- Bob Franks - art direction
- Roman Salicki - fotografia e design copertina album[2]